# Psapharochrus longipennis
Psapharochrus longipennis är en skalbaggsart som först beskrevs av Dmytro Zajciw 1963.  Psapharochrus longipennis ingår i släktet Psapharochrus och familjen långhorningar. Inga underarter finns listade i Catalogue of Life.